# Geometrogénesis
Geometrogénesis ser refiere a la emergencia de geometría espacio-temporal, y simultáneamente materia, desde una microestructura pre-geométrica de sistemas cuánticos interactuando. No hay distancias o métricas en la microestructura. La distancia emerge como consecuencia de la interacción de los subsistemas cuánticos. 
El término "geometrogénesis" apareció por primera vez en la teoría de la Graficidad cuántica de Tomasz Konopka, Fontini Markopoulou y Lee Smolin. Pero también se incluido en otras teorías cuánticas, como por ejemplo la Gravedad cuántica de bucles o la Triangulación dinámica causal. Las diferentes teorías plantean diversos grados de libertad geométricos y microscópicos, y después consideran la superposición cuántica o integral de caminos de estas teorías. Las excitaciones emergentes de los grados de libertad definen no sólo la geometría, sino también la estructura de la materia, y lo hacen al mismo tiempo. La materia y la gravedad se unifican en la fase pre-geométrica.